# リック・マーテル
リック・マーテル（Rick "The Model" Martel、本名：Richard Vigneault、1956年3月18日 - ）は、フランス系カナダ人の元プロレスラー。カナダのケベック州ケベック・シティー出身。第31代AWA世界ヘビー級王者。
全盛時の1980年代は甘いマスクの二枚目ベビーフェイスとして黄色い声援を集め、円熟期に入った1990年代はルックスの良さを鼻にかけたナルシシスト系ヒールに転じて観客のブーイングを煽るなど、善悪両方のポジションで活躍した。

## 来歴
少年時代に学んだレスリングの技術を下地に、負傷したレスラーの代打として1972年に16歳でデビュー。兄のマイク・マーテルが主戦場としていたカルガリーのスタンピード・レスリングを活動拠点に、1974年には同地区認定のインターナショナル・タッグ王座を獲得。翌1975年からは、アメリカ合衆国南部のジョージア、フロリダ、ダラスなどNWAの主要テリトリーにも出場。前座試合において、フロリダでは若手時代のボブ・バックランドとタッグを組み、ダラスでは後にAWA世界ヘビー級王座を争うスタン・ハンセンとも対戦した。
1976年10月、カルガリーとの提携ルートで国際プロレスに初来日（名義はリッキー・マーテル）。11月14日に足利にて寺西勇のIWA世界ミッドヘビー級王座に挑戦した。ジプシー・ジョー、ギル・ヘイズ、兄マイクとピエール・マーチンのザ・コンバットなどのラフファイターが主軸となったシリーズにおいて、そのレスリングセンスは関係者から高く評価され、エースのラッシャー木村をはじめサンダー杉山やマイティ井上とのシングルマッチも組まれた。
以降もカナダを主戦場としつつ各地を転戦し、ニュージーランドでは1977年5月26日にキング・イヤウケア、1979年3月19日にピエール・マーチン、同年9月3日にミスター・フジを破り、NWA英連邦ヘビー級王座を通算3回獲得。ジム・バーネットが主宰していたジョージア・チャンピオンシップ・レスリングでは、1978年9月23日にトミー・リッチと組んでイワン・コロフ&オレイ・アンダーソンからNWAジョージア・タッグ王座を奪取している。
1979年から1980年にかけては、太平洋岸北西部のオレゴンおよびワシントン州をサーキット・エリアとするパシフィック・ノースウエスト・レスリング（PNW）にてロディ・パイパーとのコンビで活躍。ブッチ・ミラー&ルーク・ウィリアムスのザ・シープハーダーズと抗争を繰り広げ、NWAパシフィック・ノースウエスト・タッグ王座を再三獲得した。1980年2月には全日本プロレスに初参戦、同時参加したディック・マードック、キラー・トーア・カマタ、カリプス・ハリケーン、ジョニー・バリアント、ガイ・ミッチェル、ドクトル・ワグナーなどのベテラン勢に混じってフレッシュなファイトを展開し、ワグナーと組んでドス・カラスともタッグマッチで再三対戦した。

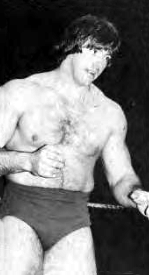
1981年

1980年8月、バディ・ローズとのルーザー・リーブス・タウン・マッチに敗れてPNWを離れ、ニューヨークのWWFに登場。同年11月8日、トニー・ガレアと組んでワイルド・サモアンズからWWFタッグ王座を奪取した。翌1981年3月17日、キング&レックスのザ・ムーンドッグスに敗れて一度は王座を失うも、同年7月21日に奪回。2回に渡って同王座を獲得したことで一躍トップレスラーの仲間入りを果たす。2度目の戴冠時の7月24日には、ニューヨーク州オールバニにてキラー・カーン&ストロング小林の挑戦も受けた。この当時から何度となく新日本プロレスへの来日が予定され、IWGPリーグ戦のカナダ代表選手とされたこともあるが、新日本登場は一度も実現しなかった。
WWFを離れてからは地元ケベックのモントリオールに定着し、ジノ・ブリットらが主宰していたインターナショナル・レスリング（Lutte Internationale）にて活動、1982年から1983年にかけてディノ・ブラボーやビル・ロビンソンとカナディアン・インターナショナル・ヘビー級王座を争う。その後、当時モントリオール地区と提携していたAWAに本格参戦。1984年5月13日、ミネソタ州セントポールのシビック・センターにおいてジャンボ鶴田を破り、第31代AWA世界ヘビー級王者となる。
以降、前王者の鶴田や元王者のニック・ボックウィンクルをはじめ、ミスター・サイトー、ビル・ロビンソン、ブラッド・レイガンズ、ハーリー・レイス、ジム・ガービン、ボブ・バックランド、ケンドー・ナガサキ、ラリー・ズビスコ、カマラ、マイケル・ヘイズ、テリー・ゴディ、ジェリー・ローラー、スタン・ハンセンなどを挑戦者に迎えて防衛戦を展開。モントリオールにも世界王者として凱旋し、キング・トンガやセーラー・ホワイトの挑戦を受けた。1985年10月21日には全日本プロレスの両国国技館大会にて、当時のNWA世界ヘビー級王者であったリック・フレアーと史上初のAWAとNWAの世界ダブルタイトルマッチを行っている（結果は両者リングアウト）。フレアーはマーテルについて「100万ドル級のルックスで、リッキー・スティムボートと同じくらいに流れるような試合をすることができた。これは私が他のレスラーを評価する最大の賛辞だ」などと評している。同年12月29日、ニュージャージー州イーストラザフォードでスタン・ハンセンに敗れるまで、1年7か月の間AWA世界王座を保持した。以後はモントリオールに戻り、同地区で頭角を現していたトム・ジンクとのコンビで1986年末の世界最強タッグ決定リーグ戦に参戦している。

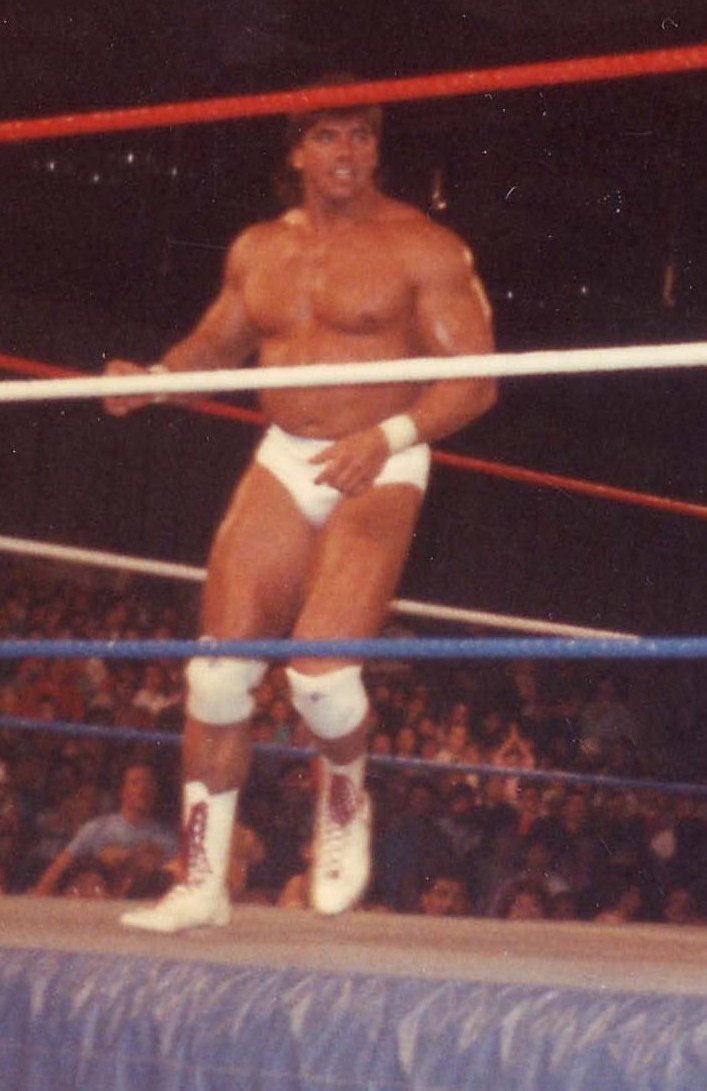
ストライク・フォース時代

1987年、カンナム・コネクション（The Can-Am Connection）のチーム名でジンクと共に再びWWFに参戦、3月29日のレッスルマニアIIIではカウボーイ・ボブ・オートン&マグニフィセント・ムラコから勝利を収めた。ジンクのWWF離脱後は、ティト・サンタナを新パートナーにイケメン系タッグチームのストライク・フォース（Strike Force）を結成し、10月27日にブレット・ハート&ジム・ナイドハートのハート・ファウンデーションからWWF世界タッグ王座を奪取、翌1988年3月27日のレッスルマニアIVでアックス&スマッシュのデモリッションに敗れるまで戴冠した。
王座陥落後もサンタナとのコンビで活動したが、1989年4月2日のレッスルマニアVでのブレイン・バスターズ（タリー・ブランチャード&アーン・アンダーソン）戦でサンタナと仲間割れ。以降はスリックをマネージャーに迎え、ザ・モデル（The Model）というキザなキャラクターのヒールに転向、1989年10月14日のキング・オブ・ザ・リングではサンタナと決勝戦を争った（結果は準優勝）。1990年4月13日、東京ドームで行われた日米レスリングサミットにもヒールのポジションで来日、カート・ヘニングと組んで因縁のジャンボ鶴田&キング・ハクと対戦した。1991年1月19日のロイヤルランブル'91では53分間生き残りの最長時間記録（当時）を樹立。同年末にはWWFと提携していたSWSに来日し、12月12日、東京ドームでのSWS認定ジュニアヘビー級王座決定戦で佐野直喜の相手を務めた。
ザ・モデルのキャラクターでは "Arrogance" なるブランドの香水スプレーを対戦相手の顔に噴射する反則行為を行い、このスプレー攻撃でジェイク・ロバーツの目を負傷させたというアングルのもと、1991年3月24日のレッスルマニアVIIでは、互いに黒い頭巾を被り盲目状態のまま試合を行うブラインドフォールド・マッチが組まれた。1992年は、当時同じく色悪系のヒールとして台頭していたショーン・マイケルズと女性マネージャーのセンセーショナル・シェリーを巡って対立、8月29日のサマースラム'92にて両者の対戦が行われている。同年のレッスルマニアVIIIに端を発するタタンカとの抗争では、タタンカからインディアンの羽飾りを奪い、それを自身のファッションのアクセサリーにして怒りを煽った。1993年9月には、ショーン・マイケルズの戦線離脱で空位となっていたインターコンチネンタル王座をレイザー・ラモンと争うなど、長期間に渡ってWWFで活躍したが、徐々に中堅ヒールのポジションに甘んじるようになり、1995年にWWFを離脱した。
その後はカナダのインディー団体を経て、1997年下期よりWCWに参戦。1998年2月16日にフロリダ州タンパでブッカー・Tを破りWCW世界TV王座を獲得するが、6日後の2月22日のリターンマッチで王座を奪回される。この試合で背骨を負傷し、しばらく欠場していたが、7月13日のスティービー・レイとの復帰戦で首の損傷をも負ってしまい、引退を余儀なくされた。引退後は地元のケベック・シティーで不動産開発事業を手掛けている。
2007年6月24日、WWEのヴェンジェンス'07において久々にファンの前に登場。かつてのタッグパートナーのトニー・ガレアと共に、デュース・アンド・ドミノに攻撃されるジミー・スヌーカとサージェント・スローターを救出し、大歓声で迎えられた。

## 得意技
- ベスト・ショット（逆エビ固め）

もっともカメラアングルの映える技として、ザ・モデルのギミックに合わせたネーミングが付けられた。スタン・ハンセンに敗れAWA世界王座を奪われた時の技でもある。
- フライング・ボディ・アタック

AWA世界戦でジャンボ鶴田に勝利したときの技。
- フライング・ボディ・プレス
- ウラカン・ラナ
- スリーパーホールド
- バックドロップ
- サイド・スープレックス
- ブレーンバスター
- ドロップキック

## 獲得タイトル
スタンピード・レスリング
- スタンピード・インターナショナル・タッグ王座：1回（w / Lennie Hurst）[3]

ワールド・レスリング・カウンシル
- WWC北米タッグ王座：1回（w / ピエール・マーテル）[36]

ワールド・チャンピオンシップ・レスリング（オーストラリア）
- NWA豪亜タッグ王座：1回（w / ラリー・オーディ）[37]

オールスター・プロレスリング（ニュージーランド）
- NWA英連邦ヘビー級王座：3回[9]

ジョージア・チャンピオンシップ・レスリング
- NWAジョージア・タッグ王座：1回（w / トミー・リッチ）[10]

パシフィック・ノースウエスト・レスリング
- NWAパシフィック・ノースウエスト・ヘビー級王座：1回[38]
- NWAパシフィック・ノースウエスト・タッグ王座：3回（w / ロディ・パイパー）[11]

NWAオールスター・レスリング
- NWAカナディアン・タッグ王座（バンクーバー版）：1回（w / ロディ・パイパー）[39]

インターナショナル・レスリング
- インターナショナル・ヘビー級王座（モントリオール版）：2回[15]

ワールド・レスリング・フェデレーション
- WWF世界タッグ王座：3回（w / トニー・ガレア×2、ティト・サンタナ）[13]

アメリカン・レスリング・アソシエーション
- AWA世界ヘビー級王座：1回[16]

ワールド・チャンピオンシップ・レスリング
- WCW世界TV王座：1回[34]